# Zaporiżżia (obwód ługański)
Zaporiżżia (ukr. Запоріжжя, ros. Запорожье) – osiedle typu miejskiego na Ukrainie, w obwodzie ługańskim.

## Historia
Miejscowość została założona w 1913 roku. Do 1940 roku funkcjonowała pod nazwą Czekalaneć (Чекалянець), od 1940 do 1963 roku Osiedle górnicze nr 153 (селище шахти N153), od 1963 roku osiedle typu miejskiego pod obecną nazwą.
W 1989 liczyło 1507 mieszkańców.
W 2013 liczyło 892 mieszkańców.
Od 2014 roku jest pod kontrolą Ługańskiej Republiki Ludowej.